# Dani Büchi
Dani Büchi (* 21. Februar 1978 in Zollikon) ist ein Schweizer Manager, Journalist und Unternehmer. Er hat während über 20 Jahren die Energy Gruppe (Energy Zürich, Energy Bern, Energy Basel) in der Schweiz aufgebaut und geleitet. Er ist seit 2020 Besitzer des Musikfestivals Moon&Stars in Locarno und seit 2021 Aktionär und Verwaltungsrat beim FC Basel.

## Leben

### Energy-Gruppe
Im Juni 2020 verliess Dani Büchi die Energy-Gruppe, die zum Medienunternehmen Ringier gehört, nach 22 Jahren auf eigenen Wunsch.

### FC Basel
Büchi trat beim FC Basel erstmals Ende März 2021 als Berater an der Seite von David Degen im Übernahmekampf mit dem damaligen Präsidenten Bernhard Burgener in Erscheinung.
Nach der Übernahme des FC Basel durch David Degen wurde Dani Büchi Delegierter des Verwaltungsrates der FC Basel Holding AG, welche 75 % an der FC Basel 1893 AG besitzt, und übernahm mit Dan Holzmann, Marco Gadola und Johannes Barth 15,14 % der Aktien an der FC Basel Holding AG.
Von Ende Mai 2021 bis März 2022 war er für das operative Tagesgeschäft des FC Basel verantwortlich und transformierte den Club. Seine Führungsrolle wurde kritisiert. Ende März 2022 gab er die operative Leitung wieder ab und konzentrierte sich auf seine Rolle als Verwaltungsrat der FC Basel Holding AG.

### Privates
Er ist Vater von zwei Kindern und lebt in der Nähe von Zürich.